# Montastraea valenciennesi
Montastraea valenciennesi är en korallart som först beskrevs av Milne Edwards och Jules Haime 1848.  Montastraea valenciennesi ingår i släktet Montastraea och familjen Faviidae. Inga underarter finns listade i Catalogue of Life.